# Hieracium campylodon
Hieracium campylodon es una especie de planta con flor del género Hieracium, de la familia Asteraceae, orden Asterales.

## Distribución
Hieracium campylodon se distribuye por Suecia.

## Taxonomía
Fue descrita científicamente por (Dahlst.) Johanss. Fue publicada en Arkiv Bot., Stockh. 21A, No. 15, 59.